# Ángel Lafita
Ángel Imanol Lafita Castillo (Saragozza, 7 agosto 1984) è un ex calciatore spagnolo, di ruolo centrocampista.

## Biografia
Lo zio di Lafita, Francisco Villarroya, ha giocato nel Real Madrid, nel Deportivo e nel Real Saragozza ed ha partecipato ai Mondiali del 1990 in Italia con la nazionale spagnola.
Suo padre Juan ha giocato nel Real Saragozza e suo fratello minore Jorge Ignacio gioca nel CD Cuarte Industrial.

## Carriera

### Club

#### Real Saragozza

##### I primi anni
Cresciuto nelle giovanili del Real Saragozza, poco meno che ventenne viene aggregato alla squadra riserve, dove trova continuità di prestazioni segnando ventidue gol in 25 partite.
All'età di venti anni viene aggregato alla prima squadra, debutta nella massima divisione spagnola, sotto la guida di Víctor Muñoz, il 28 agosto 2005 contro l'Atlético Madrid, subentrando negli ultimi minuti di gioco a Sergio García, in una partita terminata 0-0.

##### Stagione 2006-2007
Nella stagione successiva inizia a ritagliarsi un ruolo importante in prima squadra, tuttavia nonostante le numerose presenze, la maggior parte delle sue apparizioni sono state a partita in corso, a causa anche della militanza nel club del prodotto del vivaio aragonese Cani.
Segna la prima rete tra i professionisti il 10 dicembre 2006 contro il Racing Santander, dopo meno di quindici minuti dalla sua entrata in campo, andando a consolidare il vantaggio iniziale di Diego Milito.

#### Deportivo La Coruña

##### La consacrazione a livello locale
Nell'agosto 2007 viene ceduto in prestito al Deportivo La Coruña, con un'opzione per il riscatto entro le successive tre stagioni.
Esordisce con il club galiziano, andando a sostituire il catalano Cristian Hidalgo, nella prima partita di campionato contro l'Almería, vinta da questi ultimi per tre reti a zero.
Le sue ottime prestazioni nelle gare successive gli valgono la conquista del posto da titolare, concludendo la stagione con ben 24 presenze in campionato, di cui solo sei partendo dalla panchina, impreziosite da tre reti segnate cronologicamente contro: Espanyol, Siviglia e Valencia.

##### Stagione 2008-2009
Raggiunge l'Intertoto con il Deportivo La Coruña e viene riscattato dalla squadra galiziana per una cifra vicina ai due milioni.
L'inizio della stagione 2008-2009 non è delle migliori, costretto a saltare alcune partite per problemi fisici, ritorna in squadra ad ottobre segnando quattro gol nelle prime sette partite.
All'esordio in una competizione europea, contro il Bnei Sakhnin, segna il gol che regalerà alla sua squadra la qualificazione alla Coppa Uefa, eliminata nei sedicesimi di finale della stessa competizione dai norvegesi dell'Aalborg Boldspilklub, con sei reti subite tra andata e ritorno.
Conclude il campionato segnando otto reti in 32 partite, mettendo a segno il suo record di gol stagionali in carriera convertendosi in quella stagione nel massimo goleador della squadra e diventando un giocatore chiave per gli schemi dell'allenatore del club Miguel Ángel Lotina.

#### Real Saragozza

##### Il controverso ritorno a Saragozza
Nell'agosto 2009, dopo aver disputato la prima gara di campionato con la maglia del Deportivo, il Real Saragozza fa uso della clausola di controriscatto riacquistando il giocatore per una cifra vicina ai 3 milioni di euro, tuttavia i dirigenti della sua ex-squadra minacciano il giocatore di procedere per vie legali, a causa di un suo incontro con i dirigenti del club aragonesi, e di aver siglato con questi un contratto nonostante l'offerta di riscatto di questi fosse stata presentata in tempo non più utile. Il Deportivo chiede un indennizzo pari a 25 milioni di euro per la risoluzione unilaterale del contratto, cifra poi ridotta dalla lega spagnola a 3,5 milioni, come prestabilito dalla clausola iniziale
Nonostante la possibilità di essere nuovamente ceduto, questa volta a titolo definitivo gioca l'intera stagione con il Real Saragozza, guadagnandosi immediatamente un posto da titolare, contribuendo alla salvezza della sua squadra con tre reti e cinque assist nelle 25 partite giocate in campionato..

##### Stagione 2010-2011
Inizia bene la stagione 2010-2011 nonostante la squadra non riesca a trovare la vittoria. Segna la sua prima rete stagionale nell'incontro del 7 novembre Real Saragozza-RCD Maiorca, in cui la squadra aragonese conquista i primi tre punti stagionali.
Nel febbraio 2011 è stato costretto ad uno stop forzato lungo un mese a causa di un infortunio al ginocchio sinistro
Il 30 aprile 2011, allo stadio Santiago Bernabéu, si è procurato un rigore ed ha segnato una doppietta che ha regalato alla sua squadra una storica vittoria contro il Real Madrid di José Mourinho conquistando punti preziosi in classifica ai fini della salvezza finale.

##### Stagione 2011-2012
Conclude la stagione 2011-2012 con la maglia aragonese mettendo a segno 3 reti in 37 partite, condite da 5 assist, contribuendo alla salvezza del Real Saragozza in quella che sarà la sua ultima stagione in maglia aragonense.

### Getafe

#### Il passaggio al Getafe
In scadenza di contratto con il Real Saragozza nel giugno 2012 raggiunge l'accordo con il Getafe.
Lascia così il club nel quale è calcisticamente cresciuto dopo 140 partite e 12 gol.

### Al-Jazira
Il 7 gennaio lascia il Getafe per l'Al-Jazira Club. Il centrocampista offensivo saluta così la Spagna, firmando fino al 2018.

## Statistiche

### Presenze e reti nei club
Statistiche aggiornate al 18 gennaio 2016.
| Stagione                   | Squadra                    | Campionato                 | Campionato | Campionato | Coppe nazionali | Coppe nazionali | Coppe nazionali | Coppe continentali | Coppe continentali | Coppe continentali | Altre coppe | Altre coppe | Altre coppe | Totale | Totale |
| Stagione                   | Squadra                    | Comp                       | Pres       | Reti       | Comp            | Pres            | Reti            | Comp               | Pres               | Reti               | Comp        | Pres        | Reti        | Pres   | Reti   |
| -------------------------- | -------------------------- | -------------------------- | ---------- | ---------- | --------------- | --------------- | --------------- | ------------------ | ------------------ | ------------------ | ----------- | ----------- | ----------- | ------ | ------ |
| 2005-2006                  | Real Saragozza             | PD                         | 13         | 0          | -               | -               | -               | -                  | -                  | -                  | -           | -           | -           | 13     | 0      |
| 2006-2007                  | Real Saragozza             | PD                         | 28         | 1          | -               | -               | -               |                    | -                  | -                  | -           | -           | -           | 28     | 1      |
| 2007-2008                  | Deportivo La Coruña        | PD                         | 24         | 3          | CR              | 2               | 0               | -                  | -                  | -                  | -           | -           | -           | 26     | 3      |
| 2008-2009                  | Deportivo La Coruña        | PD                         | 32         | 8          | CR              | 2               | 0               | CI+CU              | 2+7                | 1+0                | -           | -           | -           | 43     | 9      |
| lug.-ago. 2009             | Deportivo La Coruña        | PD                         | 1          | 0          | -               | -               | -               | -                  | -                  | -                  | -           | -           | -           | 1      | 0      |
| Totale Deportivo La Coruña | Totale Deportivo La Coruña | Totale Deportivo La Coruña | 57         | 11         |                 | 4               | 0               |                    | 9                  | 1                  |             | -           | -           | 70     | 12     |
| ago. 2009-2010             | Real Saragozza             | PD                         | 24         | 3          | CR              | 2               | 1               | -                  | -                  | -                  | -           | -           | -           | 26     | 4      |
| 2010-2011                  | Real Saragozza             | PD                         | 30         | 4          | CR              | 2               | 0               | -                  | -                  | -                  | -           | -           | -           | 32     | 4      |
| 2011-2012                  | Real Saragozza             | PD                         | 37         | 3          | CR              | 2               | 0               | -                  | -                  | -                  | -           | -           | -           | 17     | 0      |
| Totale Real Saragozza      | Totale Real Saragozza      | Totale Real Saragozza      | 134        | 11         |                 | 6               | 1               |                    | -                  | -                  |             | -           | -           | 140    | 12     |
| 2012-2013                  | Getafe                     | PD                         | 26         | 2          | CR              | 4               | 0               | -                  | -                  | -                  | -           | -           | -           | 30     | 2      |
| 2013-2014                  | Getafe                     | PD                         | 29         | 7          | CR              | 3               | 1               | -                  | -                  | -                  | -           | -           | -           | 32     | 8      |
| 2014-2015                  | Getafe                     | PD                         | 15         | 2          | CR              | 1               | 0               | -                  | -                  | -                  | -           | -           | -           | 16     | 2      |
| 2015-gen. 2016             | Getafe                     | PD                         | 14         | 3          | CR              | 0               | 0               | -                  | -                  | -                  | -           | -           | -           | 14     | 3      |
| Totale Getafe              | Totale Getafe              | Totale Getafe              | 84         | 14         |                 | 8               | 1               |                    | -                  | -                  |             | -           | -           | 92     | 15     |
| gen. 2016-                 | Al-Jazira                  | AGL                        | 0          | 0          | FC+CdP          | 0               | 0               | CCG                | 0                  | 0                  | -           | -           | -           | 0      | 0      |
| Totale carriera            | Totale carriera            | Totale carriera            | 275        | 36         |                 | 18              | 2               |                    | 9                  | 1                  |             | -           | -           | 302    | 39     |